# 多里采尼湖
42°27.15′N 130°36.43′E / 42.45250°N 130.60717°E
多里采尼湖（俄语：Дорицени），是俄羅斯的湖泊，位於該國中西部，由濱海邊疆區負責管轄，處於哈桑區，長2.9公里、寬1.3公里，面積3.28平方公里，集水區面積12.3平方公里。